# بيريف بي إي -6
بيريف بي إي -6 (بالإنجليزية: Beriev Be-6)‏ هي طائرة دورية بمحركين أنتجت في 1949. من صناعة بيريف. كانت تستخدم بشكل أساسي من قبل البحرية السوفيتية. كان أول طيران لها في 1950. انتهت خدمتها في 1960. صنع منها 123 طائرة.